# SMS Arminius

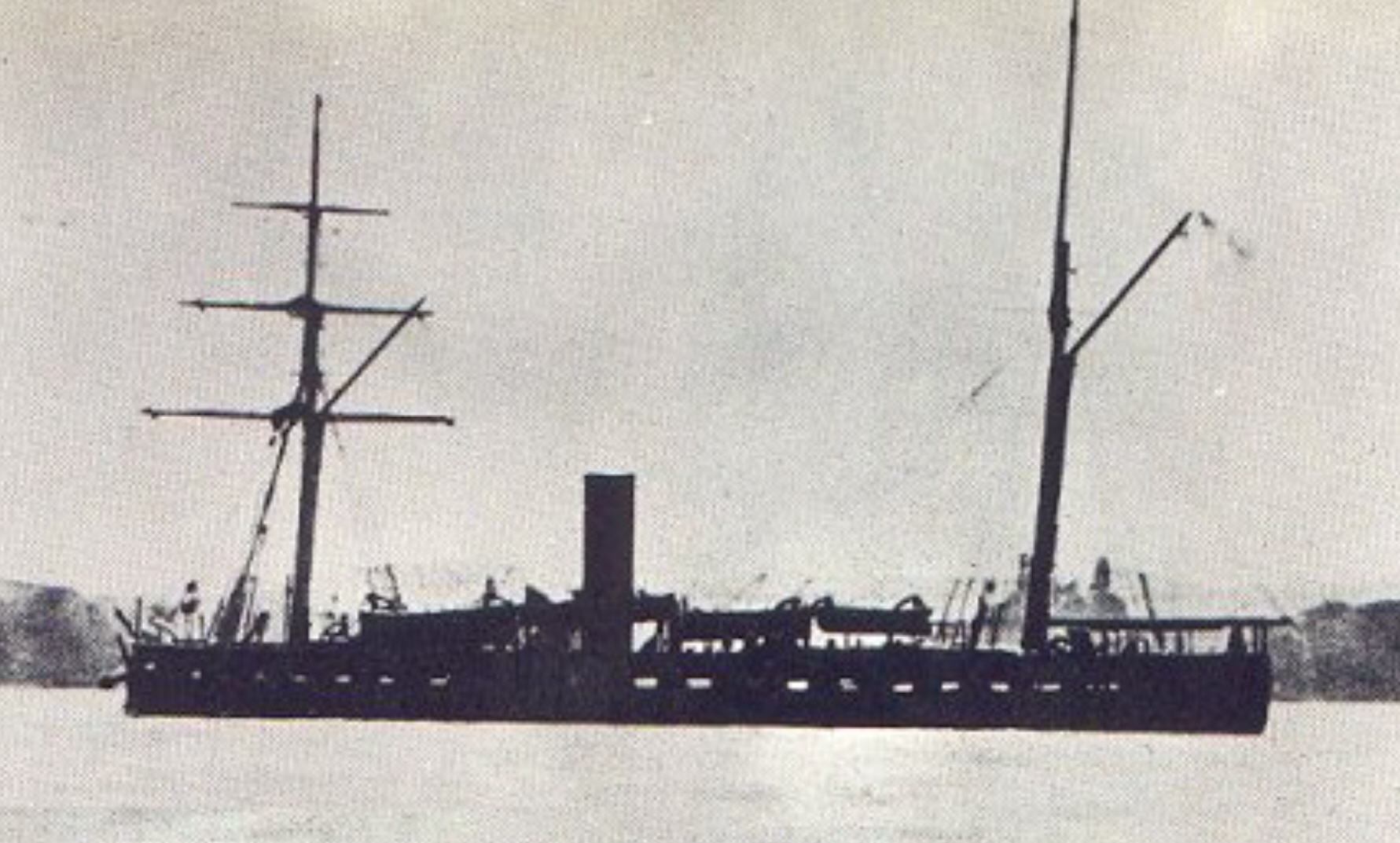
Фотографія баштового броненосця «Армінус» 1870 року

SMS Arminius — броненосець Прусського флоту, пізніше Імператорських військово-морських сил Німеччини. Корабель був сконструйований офіцером Королівського флоту Британії Каупером Кользом та побудований корабельнею Samuda Brothers у Лондоні з метою продажу. Прусія придбала корабель під час Другої війни за Шлезвіг проти Данії, але корабель було передано замовнику після завершення бойових дій. Названий на честь Армінія, переможця Битви у Тевтобурзькому лісі.
«Армініус» служив як броненосець берегової оборони впродовж 6 років служби у складі Пруського флоту. Активно використовувався під час Австро-прусської та Франко-прусської війн. Корабель вивели зі складу флоту 1901 і наступного року розібрали на метал

## Конструкція

### Загальна характеристика та двигуни
Корабель, який став «Армініус» був сконструйований офіцером Королівського флоту Британії Каупером Кользом, прихильником ідеї оснащених баштами броненосців. «Армініус» дуже нагадував данський броненосець «Рольф Краке», також сконструйованим за участю Кольза. Корабель мав металевий корпус з 8 водонепроникними відсіками. Мав довжину від носа до гвинта вздовж ватерлінії 61,60 метра, а повну — 63,21 метра, з бімсом у 10,90 метра. Проектна водотоннажність панцерника становила 1653 тони, втім у реальна у бойовому завантаженні досягала 18829 тон.
Екіпаж судна складався з десяти офіцерів і 122 нижніх чинів. «Армініус» не був надто вдалим проектом — корабель мав тенденцію «рискати», особливо під час шторму, оскільки значно легше повертався на один борт, ніж на інший. Для того, щоб корабель тримався на курсі, стерно доводилось повертати на 15 градусів. Також неможливо було керувати кораблем лише під вітрилами.
Корабель приводив у рух єдиний двоциліндровий двигун одинарного розширення компанії J. Penn & Sons, Гринвіч, який обертав єдиний дволопатевий гвинт діаметром 3,96 метри. Пару забезпечували чотири котли. розміщені в одному відсіку. Корабель мав також вітрильне оснащення шхуни з площею вітрил 540 метрів квадратних. Двигун виробляв в цілому 1200 індикативних кінських сил. Він забезпечив максимальну швидкість корабля у 10 вузлів (19 км/год), хоч під час випробувань «Армініус» були досягнуті показники у 1440 кінських сил та швидкість 11,2 вузлів (20,7 кілометрів на годину). Броненосець ніс 171 тону вугілля, що було достатньо для переходу 2000 морських миль (3700 кілометрів) зі швидкістю 8 вузлів (15 км/год).

### Озброєння і броня
На момент побудови «Армініус» був оснащений чотирма нарізними бронзовими 72-х фунтовими гарматами, але у Прусії вони були замінені на аналогічну кількість 210 міліметрових гармат L/19. Вони мали боєзапас у 332 снаряди та могли підніматися на 12 градусів. За умов максимального підняття вони моглм вражати цілі на дистанції до 2 8000 метрів. Після 1881 озброєння корабля доповнили чотири механічні кулемети разом з одним 350 мм торпедним апаратом, встановленим вище ватерлінії.
Броня «Армініуса» була з кованого заліза, накладеного на тикову підкладку. Бойова рубка була захищена 114 мм кованого заліза на 229 мм тикової підкладки. Броньований пояс варіював за товщиною від 76 мм броні по кінцях корабля до 114 у середині судна. Дерев'яна підкладка по всій товщині становила 229 мм. Дві башти були броньовані 114 мм кованого заліза на 406 мм підкладці з деревини.

## Історія служби

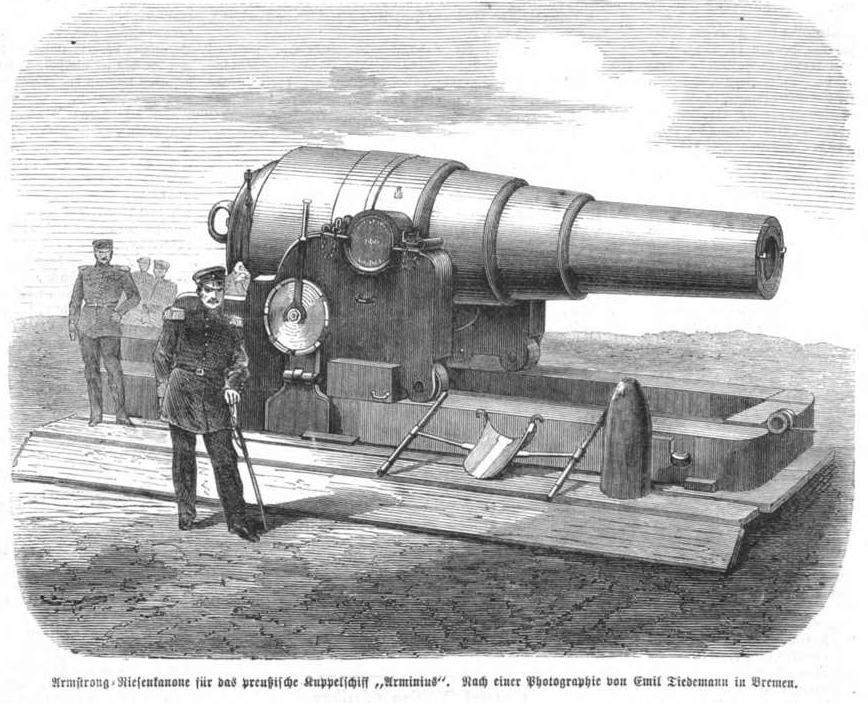
Ілюстрація однієї з 4-х гармат «Армініуса»

Корабель був побудований корабельнею Samuda Brothers в Лондоні в якості ініціативного проекту, можливо, для продажу флоту Конфедерації. Корабель був закладений в 1863 році і спущений на воду 20 серпня 1864. Пруссія придбала корабель 20 серпня 1864, ввела до складу флоту 22 квітня 1865 року, як «Армініус». Постачання корабля було затримане урядом Британії. Британці співчували Данії, яка тоді брала участь у війні з Пруссією та Австрією. Таким чином, корабель було доставлено тільки по завершенню бойових дій. Вартість броненосця, яка склала близько 1887 тисяч золотих марок, частково зібраних за рахунок публічних пожертв. «Армініуса» служив кораблем берегової оборони протягом шести років, до 1871 року. Разом з броненосним тараном «Принц Адальберт» «Армініус» був першим броньованим військовим кораблем, придбаним Прусським флотом.
На початку Австро-прусської війни у 1866, «Армініус» був мобілізований разом з «Принц Адальберт», єдиним іншим прусським броненосцем. Кораблі спочатку базувалися у Кілі, але у перші дні війни, Arminius вирушив до Гамбургу через Скаггеррак та Каттегат, пройшовши дистанцію у 940 морських миль (1740 кілометрів) за сто годин — серйозне досягнення для ранніх броненосців. За відсутності морської загрози з боку Австрії, флот Пруссії сконцентрував зусилля проти Ганноверського королівства. До закінчення війни, «Армініус» діяв з Бременгафена, під командуванням Рейнхольда Вермера (Reinhold Werner). Вже одна поява «Армініус»змусила здатися кілька берегових батарей Ганновера. 15 червня, «Армініус» та два канонерські човни, Tiger і Cyclop, прикривали переправу через Ельбу 13 з половиною тисяч солдатів генерала Едвіна фон Мантефеля (Edwin von Manteuffel) для штурму міста Ганновер. До кінця місяця прусська армія здобула вирішальну перемогу над Австрією при Садовій, завершивши війну. 3 жовтня 1866, корабель змагався на швидкість з монітором ВМС США «Міанамото» у Кілі. «Армініус» виявиввся на два вузли швидшим за американський корабель. У 1870, з корабля зняли вітрильне оснащення.
На початку Франко-прусської війни 1870—1871, Прусський флот сконцентрував броненосці, включаючи «Армініус» та броненосні фрегати «Фрідріх Карл», «Кронпринц» і «Коніг Вільгельм» у Північному морі на базі у Вільгельмсгафені. «Армініус» знаходився у Кілі на початку війни, але зумів прорватися через французьку блокаду, притискаючись до узбережжя Швеції, що дозволяла його невелика осадка. Попри велику перевагу французького флоту, у Франції не було розроблено ефективних планів атак військово-морських об'єктів Прусії, та вважалося, що така атака можлива виключно за підтримки Данії, яка не була надана. Чотири німецьких броненосці під командуванням віце-адмірала Яхтмана (Jachmann), здійснили кілька вилазок на початку серпня 1870 до Доггер-банки, водночас не зустріли французьких кораблів. Три броненосних фрегати після цього страждали від хронічних проблем з машинами, через що «Армініус» залишився єдиним доступним кораблем для операцій.
Під час війни кораблем командував капітан Отто Лівоніус (Otto Livonius). Під час бойових дій корабель здійснив більше 40 вилазок. Жодна з них не привела до бою з вирішальними результатами, хоч час від часу броненосець обмінювався пострілами з французькими кораблями, які блокували узбережжя. Основну частину війни «Армініус»перебув у гирлі Ельби разом з броненосним тараном «Принц Адальберт» та трьома невеликими канонерськими човнами. До 11 серпня три броненосні фрегати були знову готові до дій та приєдналися до «Армініус» для ще одної операції. Втім і цього разу вони не зустріли французьких кораблів, оскільки до того часу французька ескадра повернулася до Франції.
Після того, як броненосець був виведений зі складу бойового флоту в 1872 році, він був використана в якості навчального корабля для військово-морських механіків. Корабель був виведений з експлуатації в 1875 році і поміщений в резерв. Його носовий таран уможливив використання корабля в якості криголама в Кілі в 1880 році. У 1882 році корабель став тендер для навчального корабля SMS Blücher. Корабель був перебудований в 1888 році. Під час ремонту двигун замінений на німецьке обладнання і встановлено два прожектори. Корабель, зрештою, був вилучений з військово-морського реєстру 2 березня 1901 року і продано на злам за 72 000 золоті марки. Наступного року його розібрали на металобрухт.